# WOMAD
WOMAD (World of Music Arts and Dance) est un groupement international de festivals de musique existant depuis 1982.

## Historique
Il a débuté en 1982 à Shepton Mallet (Angleterre) lancé par Peter Gabriel, Stephen Pritchard et d'autres passionnés de world music. Chaque festival attire désormais plus de 80 000 spectateurs, et permet de faire connaître de nombreux artistes dont Nusrat Fateh Ali Khan.
WOMAD organise régulièrement des festivals dans plus de 20 pays dont l'Australie, la Nouvelle-Zélande, le Japon, certains pays d'Europe (dont la France) et les États-Unis.

## Festivals 2003
- WOMADelaide Australie
- WOMAD Nouvelle-Zélande
- WOMAD Cáceres Espagne
- WOMAD Taormine Sicile
- WOMAD Reading Royaume-Uni
- WOMAD Eden Session (Eden Project, Cornouailles)
- WOMAD Singapour
- WOMAD Îles Canaries

## Festivals 2004
- WOMADelaide Australie
- WOMAD Cáceres Espagne
- WOMAD Taormine Sicile
- WOMAD Reading Royaume-Uni
- WOMAD Eden Session (Eden Project, Cornouailles)
- WOMAD Singapour
- WOMAD Îles Canaries

## Festivals 2005
- WOMADelaide Australie
- WOMAD Nouvelle-Zélande
- WOMAD Cáceres Espagne
- WOMADRID Espagne
- Live 8 concert, Eden Project Royaume-Uni
- WOMAD Taormine Sicile
- WOMAD Reading Royaume-Uni
- WOMAD Singapour
- WOMAD Sri Lanka 2005 Sri Lanka
- WOMAD Îles Canaries

## Festivals 2006
- WOMADelaide Australie
- WOMAD avec Jimmy Cliff Nouvelle-Zélande
- WOMAD Cáceres Espagne
- WOMAD Taormine Sicile
- WOMAD Reading Royaume-Uni
- WOMAD Singapour
- The Sori WOMAD Festival, Corée du Sud
- WOMAD Îles Canaries

## Festivals 2007
- WOMADelaide Australie
- WOMAD Nouvelle-Zélande
- WOMAD Cáceres Espagne
- WOMAD Charlton Park Royaume-Uni
- WOMAD World Forum, Pays-Bas